# Sośnica (Kąty Wrocławskie)
Sośnica (deutsch Schosnitz auch Schoßnitz; 1937–1945 Reichbergen) ist ein Ort in der Stadt- und Landgemeinde Kąty Wrocławskie (Kanth) im Powiat Wrocławski der Woiwodschaft Niederschlesien in Polen.

## Lage
Nachbarorte sind Kąty Wrocławskie (Kanth) im Westen, Wszemiłowice (Schimmelwitz) im Nordwesten, Sadkówek (Klein Schottgau) im Norden und Różaniec im Osten. 

## Geschichte
In einer Urkunde des Breslauer Bischofs Thomas I. aus dem Jahr 1244 erscheint erstmals die Kirche von „Sosnic“. Um 1310 nennt das Formelbuch des Arnold von Protzan die „ecclesia Beatissime Marie Virginis, Matris Dei in Schosniez“. Nach dem Ersten Schlesischen Krieg fiel Schosnitz 1741/42 mit dem größten Teil von Schlesien an Preußen. 1845 zählte das Dorf im Eigentum des Xaver von Saurma, 79 Häuser, ein Schloss, ein Vorwerk, 554 Einwohner (191 evangelisch und der Rest katholisch), evangelische Kirche zu Kanth, eine katholische Pfarrkirche mit Pfarrwiedmuth unter dem Patronat der Grundherrschaft (eingepfarrt: Schosnitz mit Rosenvorwerk, Sadewitz, Klein-Schottgau sowie im Kreis Neumarkt: Jürtsch, Schimmelwitz und Stöschwitz), eine katholische Schule mit einem Lehrer und einem Hilfslehrer, eine Wassermühle mit drei Einwohnern, eine Ölpresse, eine Sirupfabrik, eine Stärkefabrik und elf Handwerker. Zur Gemeinde gehörte das Rosenvorwerk mit fünf Häusern, 35 Einwohnern (16 evangelisch und der Rest katholisch).
Die Landgemeinde Schosnitz gehörte bis 1945 zum Kreis Breslau. 1937 erfolgte unter den Nationalsozialisten die Umbenennung in Reichbergen. Als Folge des Zweiten Weltkriegs fiel Reichbergen 1945 an Polen und wurde in Sośnica umbenannt. Die einheimische deutsche Bevölkerung wurde vertrieben. Die neu angesiedelten Bewohner waren zum Teil Zwangsumgesiedelte aus Ostpolen, das an die Sowjetunion gefallen war. Von 1975 bis 1998 gehörte Sośnica zur Woiwodschaft Breslau.

## Sehenswürdigkeiten
- Römisch-katholische Kreuzerhöhungskirche, vormals auch St. Crucis bzw. Mariä Virginis

- Schloss Schosnitz

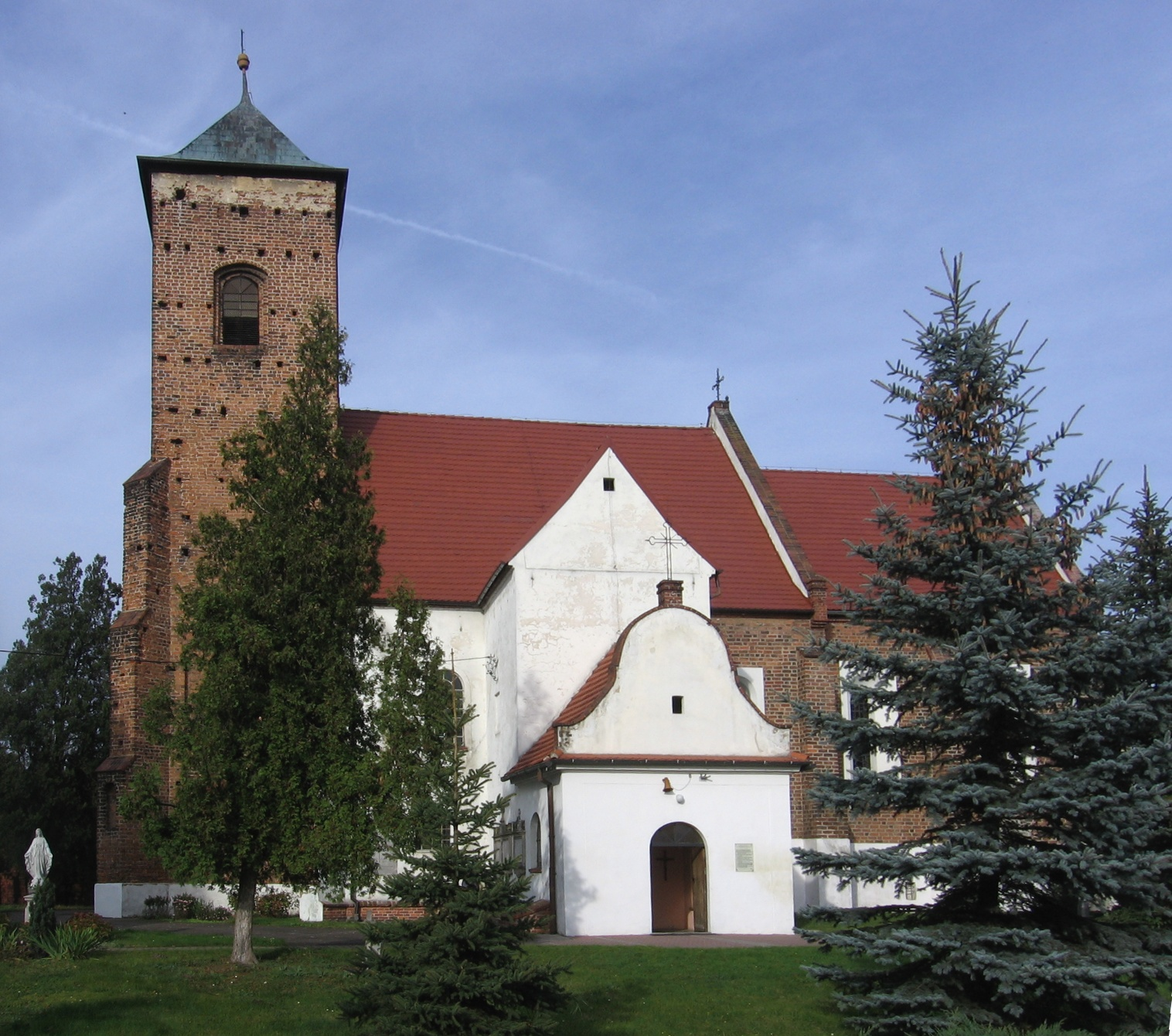
Kreuzerhöhungskirche
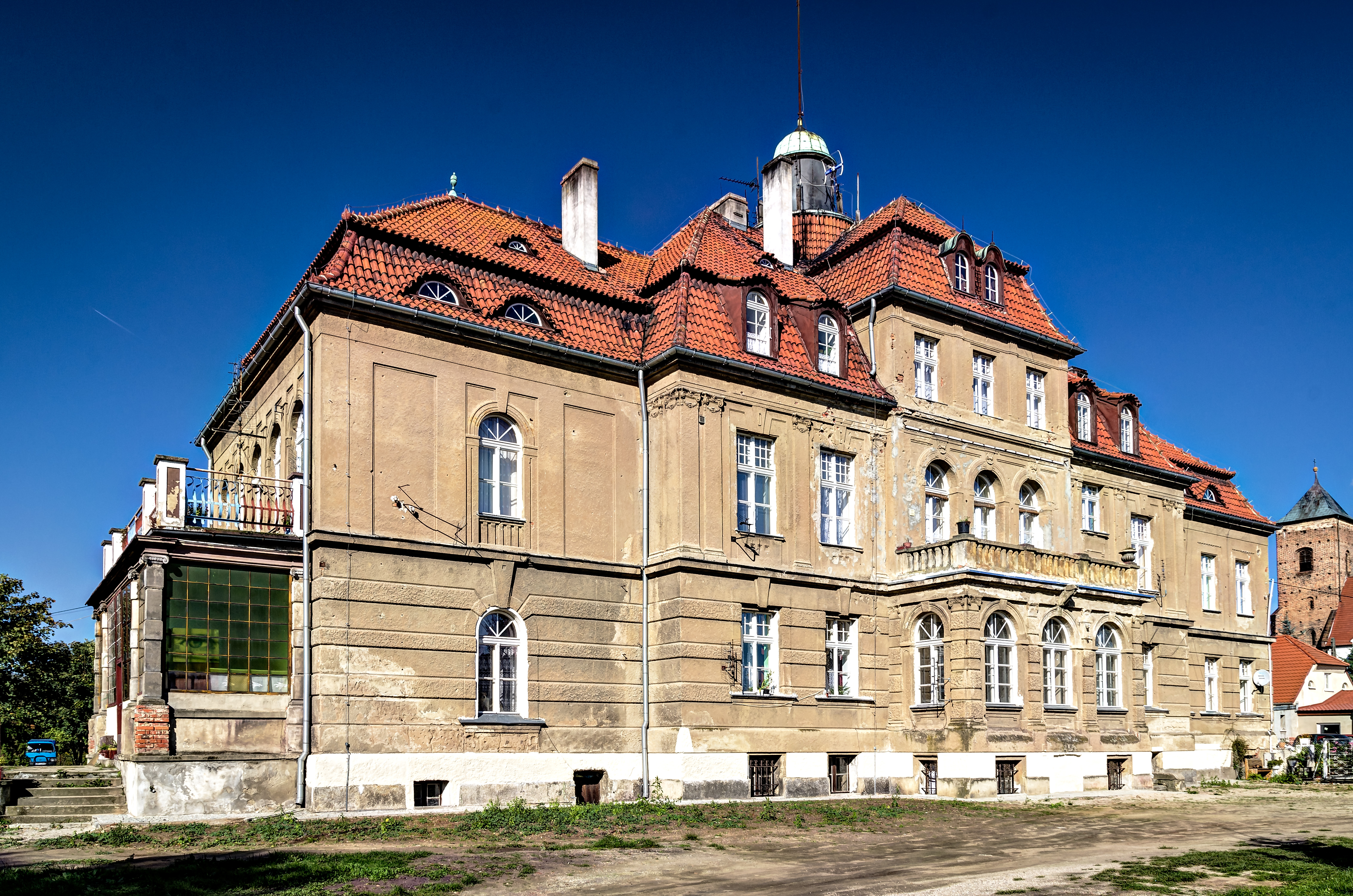
Schloss Schosnitz